# Flèche Hesbignonne-Cras Avernas
La Flèche Hesbignonne-Cras Avernas era una corsa in linea maschile di ciclismo su strada che si svolse tra le città di Niel e Sint-Truiden, nella regione di Hesbaye, in Belgio, ogni anno a giugno. Nel 2005 e nel 2006 fece parte del calendario dell'UCI Europe Tour, classe 1.2.

## Albo d'oro
Aggiornato all'edizione 2012.
| Anno | Vincitore              | Secondo                | Terzo                |
| ---- | ---------------------- | ---------------------- | -------------------- |
| 1952 | Constant Verschueren   | Jan Zagers             | Edgard Sorgeloos     |
| 1953 | Alois De Hertog        | Bim Diederich          | Edward Peeters       |
| 1954 | Jan Zagers             | Lucien Huybrechts      | Edward Peeters       |
| 1955 | Rik Luyten             | Ernest Sterckx         | Willy Vannitsen      |
| 1956 | Lode Anthonis          | Guillaume Hendrickx    | Pierre Machiels      |
| 1957 | Frans Schoubben        | Jan Zagers             | Jozef Planckaert     |
| 1958 | Francis Kemplaire      | Leopold Schaeken       | Jos Verachtert       |
| 1959 | Jos Verachtert         | Louis Proost           | Frans Aerenhouts     |
| 1960 | Joseph Schils          | Laurent Christiaens    | Guillaume Michiels   |
| 1961 | Jan Adriaenssens       | Eddy Pauwels           | Jef Lahaye           |
| 1962 | Joseph Schils          | Piet Damen             | Laurent Christiaens  |
| 1963 | Rik Luyten             | Ferdinand Bracke       | Theo Nijs            |
| 1964 | non disputata          |                        |                      |
| 1965 | Leo Knops              | Romain Robben          | Reindert de Jong     |
| 1966 | Herman Van Springel    | Joseph Spruyt          | Roger Swerts         |
| 1967 | Herman Van Springel    | Noel Depauw            | Herman Vrancken      |
| 1968 | Michael Wright         | Roger Blockx           | Jozef Huysmans       |
| 1969 | Alfons De Bal          | Jan Boonen             | Christian Callens    |
| 1970 | Frans Verbeeck         | Joseph Bruyère         | Peter Nassen         |
| 1971 | Ferdinand Bracke       | Julien Stevens         | Eddy Schutz          |
| 1972 | Georges Van Coningsloo | Joseph Van Olmen       | Georges Barras       |
| 1973 | Julien Van Lint        | Georges Van Coningsloo | Antoon Houbrechts    |
| 1974 | Gustaaf Van Roosbroeck | Roger Loysch           | Romain Maes          |
| 1975 | Jacques Martin         | Léon Thomas            | Georges Pintens      |
| 1976 | Ludo Peeters           | Willem Peeters         | Marcel Laurens       |
| 1977 | Alfons De Bal          | Herman Van Springel    | Victor Van Schil     |
| 1978 | Frans Van Vlierberghe  | Jacques Martin         | Eddy Vanhaerens      |
| 1979 | Alfons De Bal          | Christian Dumont       | Gery Verlinden       |
| 1980 | Jean Vanderstappen     | Dudley Hayton          | André Verbraecken    |
| 1981 | Gregor Braun           | Eddy Planckaert        | Louis Luyton         |
| 1982 | René Martens           | Pierrot Cuypers        | Luc Colijn           |
| 1983 | Patrick Versluys       | Michel Dernies         | Gérard Veldscholten  |
| 1984 | Jos Jacobs             | William Tackaert       | Alfons De Wolf       |
| 1985 | Gery Verlinden         | Patrick Toelen         | Dirk Demol           |
| 1986 | Johan Delathouwer      | Dirk De Wolf           | Martin Durant        |
| 1987 | René Martens           | Erik Vanderaerden      | Marc Seynaeve        |
| 1988 | Stephan Van Leeuwe     | Koen Vekemans          | Carlo Bomans         |
| 1989 | Jan Bogaert            | Étienne De Wilde       | Bruno Geuens         |
| 1990 | Søren Lilholt          | Yves Godimus           | Hendrik Redant       |
| 1991 | Wilfried Nelissen      | Michel Cornelisse      | Konstantin Khrabtsov |
| 1992 | Patrick Schoovaerts    | Johan Verstrepen       | Jan Mattheus         |
| 1993 | Nico Emonds            | Frank Corvers          | Jan Van Camp         |
| 1994 | Nico Emonds            | Johan Remels           | Jeroen Blijlevens    |
| 1995 | Wilfried Peeters       | Jelle Nijdam           | Frank Vandenbroucke  |
| 1996 | Marc Streel            | Johan Museeuw          | Stéphane Hennebert   |
| 1997 | Peter Verbeken         | Robbie Van Daele       | Erwin Thijs          |
| 1998 | Peter Verbeken         | Bert Roesems           | Michel Cornelisse    |
| 1999 | Wim Omloop             | Bart Heirewegh         | Donatas Virbickas    |
| 2000 | Michel Vanhaecke       | Marc Streel            | Bert Roesems         |
| 2001 | John Talen             | Oleg Pankov            | Jan Claes            |
| 2002 | non disputata          |                        |                      |
| 2003 | Erwin Thijs            | Geert Omloop           | Joseph Boulton       |
| 2004 | Rory Sutherland        | Geert Van Bondt        | Ludovic Capelle      |
| 2005 | Geert Verheyen         | Matthé Pronk           | Nico Sijmens         |
| 2006 | Erwin Thijs            | Johan Verstrepen       | Shinichi Fukushima   |